# Phyllobius canescens
Phyllobius canescens är en skalbaggsart som beskrevs av Ernst Friedrich Germar 1824. Phyllobius canescens ingår i släktet Phyllobius, och familjen vivlar. Arten har ej påträffats i Sverige.